# NRA Whittington Center
O NRA Whittington Center nas montanhas Sangre de Cristo do condado de Colfax, Novo México, é uma das maiores e mais completas instalações de tiro nos Estados Unidos. Dez por cento do local de 33 300 acres (135 quilômetros quadrados) foi desenvolvido para incluir quinze campos de tiro, um prédio administrativo, uma cafeteria, um museu, uma biblioteca, salas de aula e conexões de serviço de transporte para 175 atrações.
O restante do local fornece habitat de vida selvagem em altitudes acima de 6.300 pés (1.900 m) com acampamentos primitivos e cabines remotas no interior para caça, observação de pássaros, observação da vida selvagem, fotografia, caminhadas, mountain bike e passeios a cavalo.

## Histórico
O Whittington Center inclui um segmento da histórica "Santa Fe Trail" perto da trilha do "Red River Peak". Terrenos incluindo a cidade fantasma de Van Houten, Novo México, eram de propriedade da "National Rifle Association" e o complexo foi batizado em homenagem ao ex-presidente da associação George R. Whittington. O desenvolvimento começou em 1973 para eventos de tiro competitivo, educação sobre armas de fogo e recreação ao ar livre. O Whittington Center opera como uma organização sem fins lucrativos independente com a missão de educação e recreação ao ar livre. Não é necessário ser membro da NRA para visitar o centro, e muitos visitantes chegam do "Philmont Scout Ranch", nas proximidades. A comunidade vizinha de Raton, Novo México estima uma receita anual de sete milhões de dólares dos visitantes do Whittington Center. 

## Instalações
- arqueria[1]
- benchrest[2]
- pólvora negra[2]
- high power rifle a 1 000 jardas (910 m)[1]
- high power rifle em silhueta metálica[2]
- pistola de caça em silhueta metálica[2]
- sight-in para caça[2]
- tiro de longo alcance com pistola em silhueta metálica[2]
- precision pistol competition (PPC)[2]
- tiro prático[2]
- skeet[2]
- pequeno calibre rifle[2]
- Pequeno calibre em silhueta metálica[2]
- tiro ao prato[2]
- trap[2]